# Утвердительная грамота
Утвердительная грамота — законодательный акт, гарантировавший права и привилегии университета со стороны верховной власти.

## История
Традиция дарования университетам Утвердительных грамот восходит к истории первых европейских университетов XII века. Грамоты университетам выдавали император Священной Римской империи и папа римский, которые санкционировали их существование в качестве самостоятельных средневековых корпораций, гарантировали им особые права и привилегии (академические свободы). Позже право выдачи университетам Утвердительных грамот перешло к монархам тех государств, где они основывались. В Эпоху Просвещения вместе с утратой университетами средневековых прав значение Утвердительных грамот падает.

## Утвердительные грамоты в России
В России первым учебным заведением, получившим Утвердительную грамоту, стала Киевская академия, которой грамоты были дарованы Петром I (1694 и 1701). Утвердительная грамота Императорского Московского университета была утверждена  императором Александром I 5 ноября 1804 года вместе с первым уставом университета вместе с Утвердительными грамотами и уставами открывающихся Харьковского и Казанского университетов. Грамоты, полученные в России Московским, Харьковским и Казанским университетами были одни из самых поздних в Европе.
Текст Утвердительной грамоты Императорского Московского университета был подготовлен его попечителем М. Н. Муравьёвым.
В преамбуле император Александр I торжественно выражал признательность Московскому университету, как «первому в России высшему Училищу», подчёркивал его «великое участие в образовании людей способных для государственной службы, в распространении знаний и наипаче в усовершенствовании отечественного языка». Существование Московского университета гарантировалось Александром I «за Нас и преемников Наших». Университету даровались новые права: избирать почётных членов, производить в учёные степени и звания, осуществлять цензуру книг, издаваемых в его учебном округе. Подтверждались существовавшие в XVIII веке права внутреннего университетского суда над своими членами, освобождения от постоя и городских сборов для зданий, занимаемых университетом и его профессорами. Все покупки университетом книг и оборудования, сделанные за границей, освобождались от уплаты таможенных пошлин и досмотра, также освобождались от въездных сборов приглашаемые в университет иностранные учёные.
Утвердительная грамота закрепляла за университетскими должностями и учёными степенями определённые классы по Табели о рангах:  профессор, исполняющий должность ректора — 5-й класс, ординарный профессор — 7-й класс, экстраординарный профессор, адъюнкт и доктор — 8-й класс, магистр — 9-й класс, кандидат — 12-й класс. Студент Московского университета получал право носить шпагу как дворянин, а при вступлении в службу ему присваивался чин XIV класса. Вводилось новое звание заслуженного профессора, которое присваивалось профессорам и адъюнктам за 25 лет университетской службы: это звание в случае увольнения из университета давало право на пенсию, равную годовому жалованию. Пенсии выдавались также вдовам профессоров, адъюнктов и учителей университета, а также их детям-сиротам до достижения совершеннолетия.